# Nordische Purpurschnecke

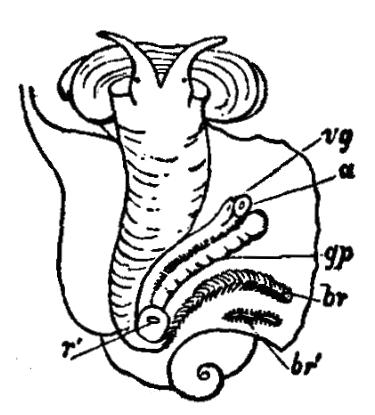
Weibchen von Nucella lapillus, aus dem Gehäuse entfernt und mit aufgetrenntem Mantel: a, Anus; vg, Vagina; gp, Hypobranchialdrüse; r′, Nierenausgang; br, Ctenidium; br′, Parabranchia (Osphradium). Aus Encyclopædia Britannica, 1911.

Die Nordische Purpurschnecke, Nordische Steinchenschnecke oder das Steinchen (Nucella lapillus) ist eine Schnecke aus der Familie der Stachelschnecken (Gattung Nucella), die im Nordatlantik verbreitet ist. Sie ernährt sich von Seepocken und Muscheln. In der Nordsee sind ihre Bestände durch Gewässerverunreinigungen stark zurückgegangen.

## Merkmale
Das eiförmig zugespitzte, dickwandige Schneckenhaus von Nucella lapillus hat ein kegelförmiges Gewinde, konvexe Umgänge und eine dicke, innen gezähnte Lippe. Es ist etwas geglättet, grün gelblich bis weißlich gelblich und oft weiß gebändert. Bei ausgewachsenen Schnecken erreicht das Gehäuse eine Länge von 3,5 bis 4,5 cm, bisweilen bis 6 cm. Die Farben variieren sehr. Das hornige Operculum ist oval. Die Schnecke selbst ist weiß oder kremfarben mit weißen Flecken und hat einen abgeflachten Kopf mit zwei Fühlern. An beiden Fühlern sitzt auf etwa einem Drittel Länge von der Basis außen jeweils ein Auge. Der Fuß ist klein und ragt nicht über den Rand des Gehäuses. Die Proboscis mit dem Mund und der Radula erreicht etwa dieselbe Länge wie das Gehäuse.

## Verbreitung
Die Nordische Purpurschnecke tritt im Nordatlantik an den Küsten Europas und Nordamerikas auf, so etwa in der Nordsee, vor Grönland, Kanada und den USA. Außerdem gibt es Vorkommen in der Ostsee.

## Lebensraum
Die Nordische Purpurschnecke lebt in der Gezeitenzone und unterhalb bis in eine Tiefe von 40 Metern, bevorzugt auf Felsen.

## Lebenszyklus

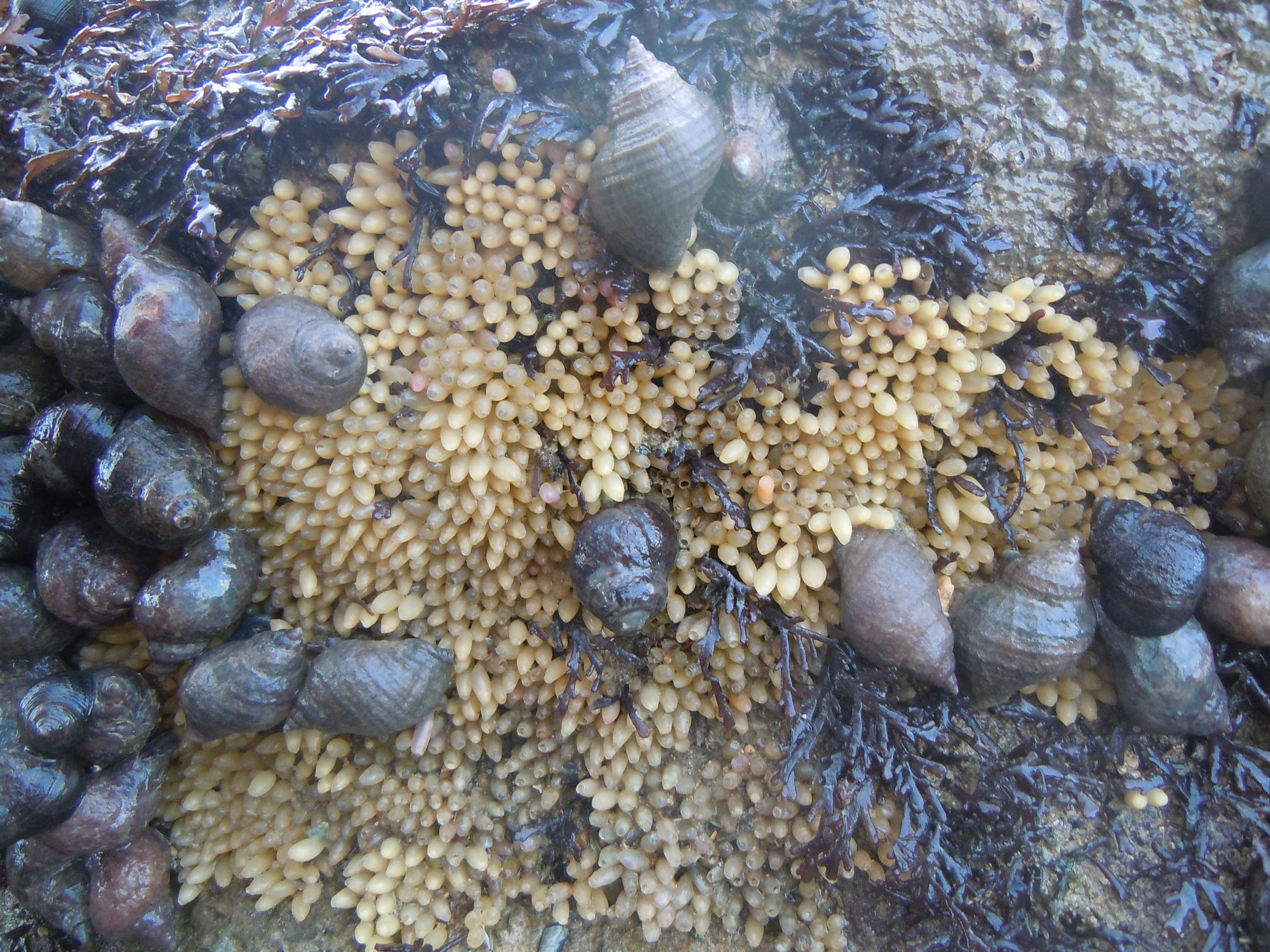
Weibchen von Nucella lapillus und ihre abgelegten Eikapseln, Port-en-Bessin-Huppain, 2014.

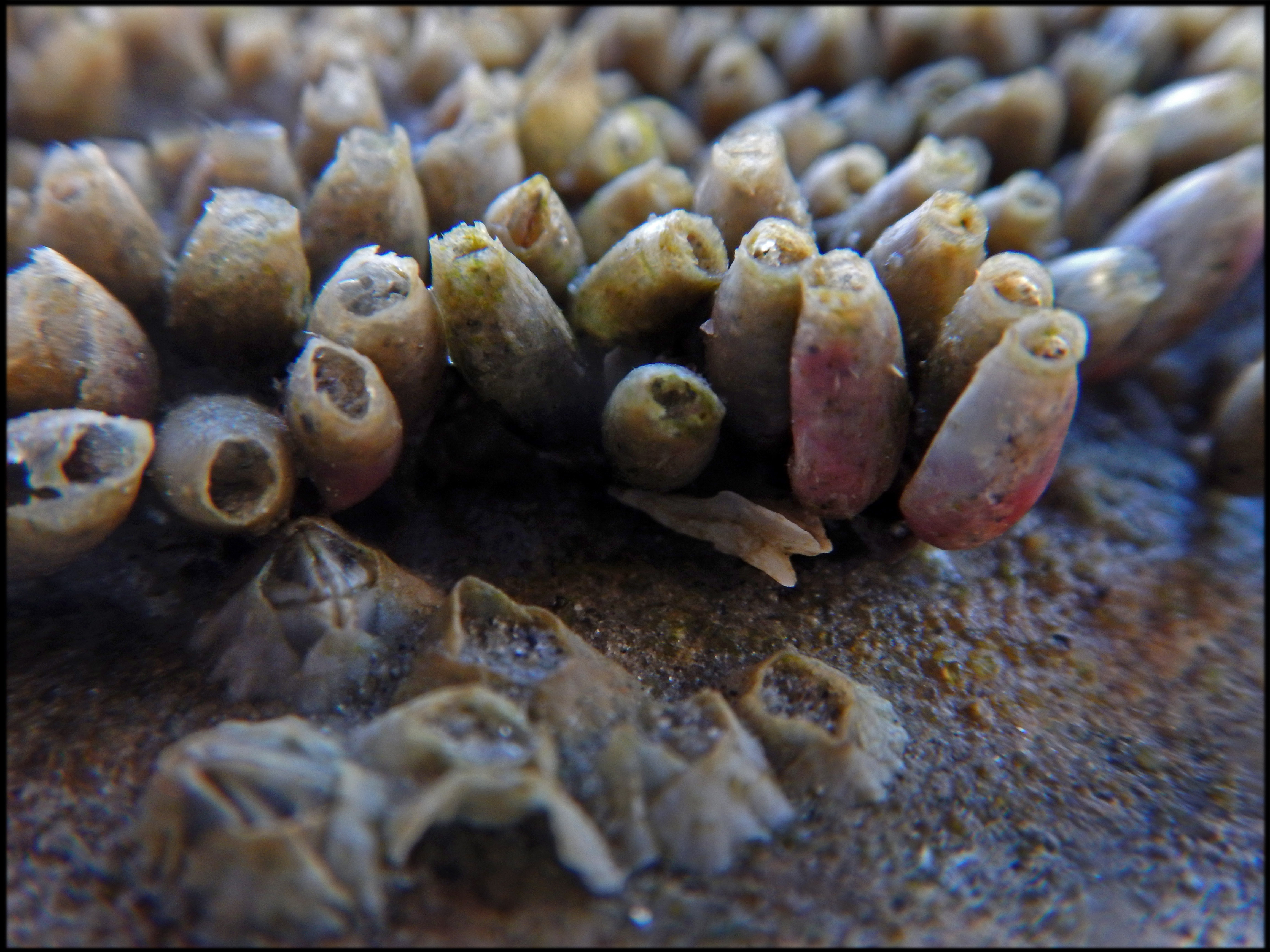
Verlassene Eikapseln von Nucella lapillus, im Vordergrund Seepocken, teilweise leergefressen, Wimereux, 2016.

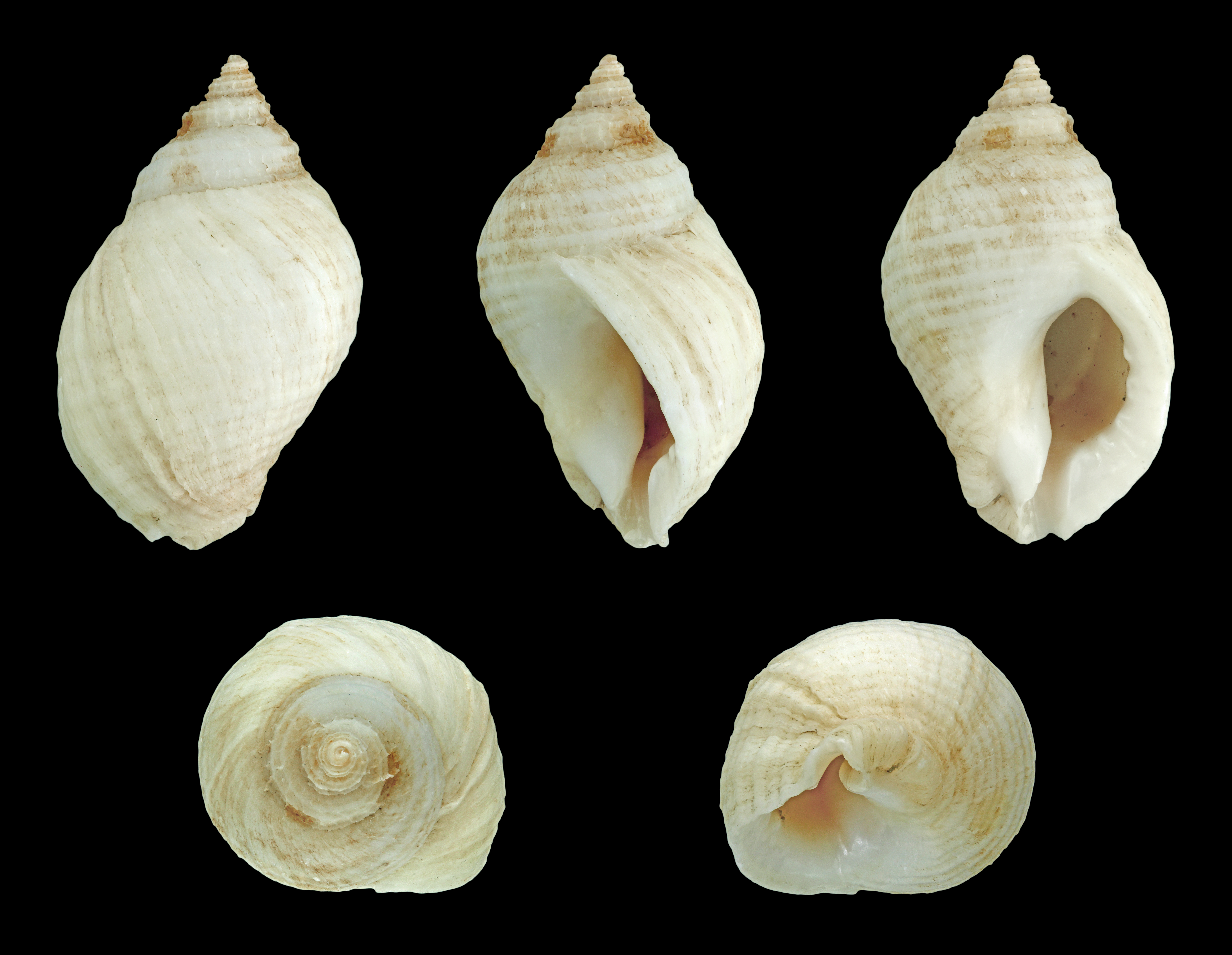
Gehäuse: Ansicht aus verschiedenen Richtungen

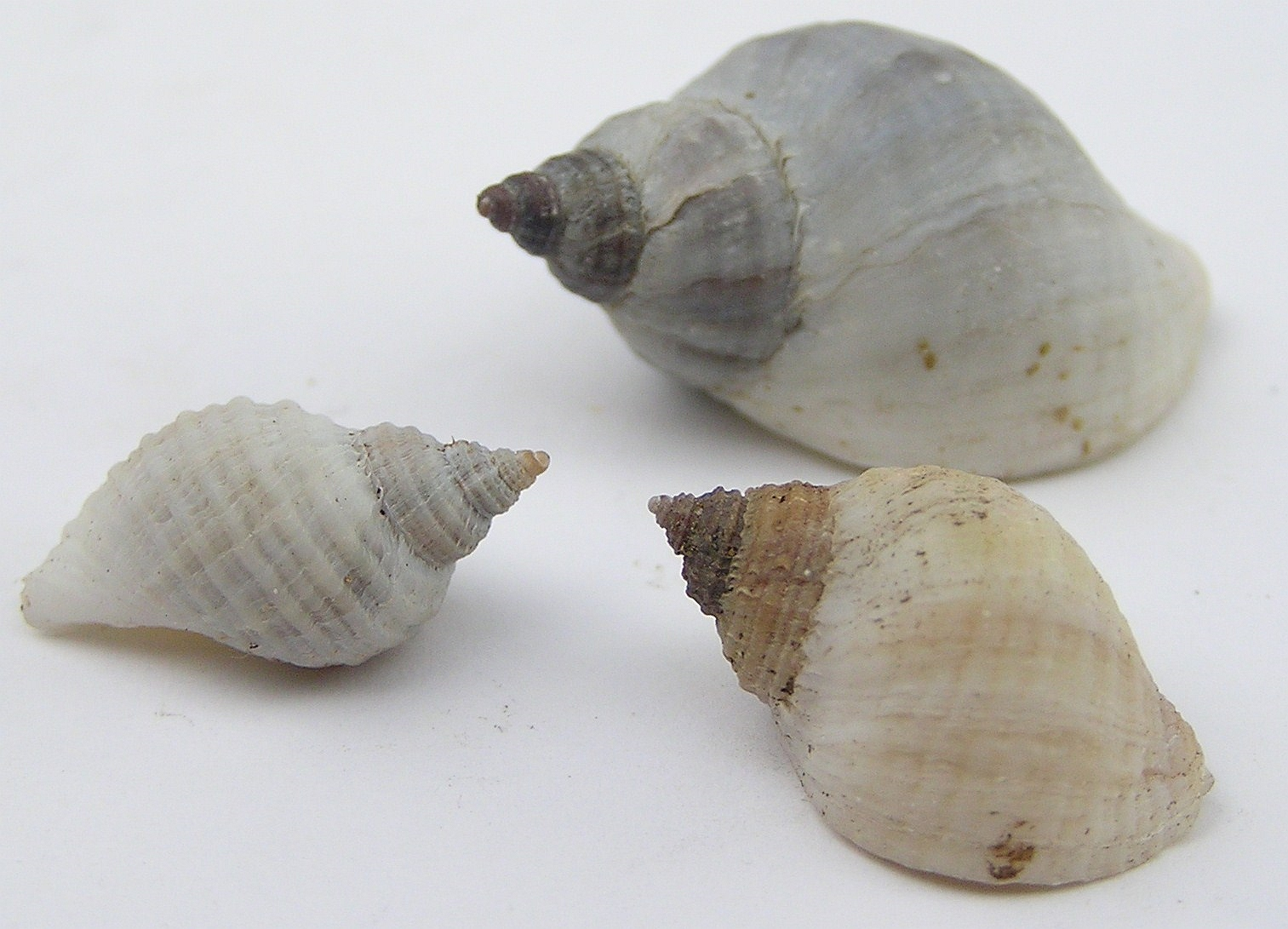
Gehäuse von Nucella lapillus

Nordische Purpurschnecken können 6 bis 10 Jahre alt werden. Wie andere Neuschnecken ist Nucella lapillus getrenntgeschlechtlich. Im Alter von 1 bis 2 Jahren werden die Schnecken geschlechtsreif. Das Männchen begattet das Weibchen mit seinem Penis. Zum Paaren und Eierlegen kommen oft viele Männchen und Weibchen an einem geschützten Ort zusammen, wobei sie in dieser Zeit nicht fressen. Die Paarungen, die über das ganze Jahr hinweg ablaufen können, werden in Abständen wiederholt, und dazwischen werden einige wenige Eikapseln abgelegt. In einem Gelege sitzen etwa 10 bis 50 Kapseln auf einer dünnen Membran, die auf einem Felsen oder einer Molluskenschale haftet. Die flaschenförmigen, gelblichen Eikapseln sind gestielt, etwa 7,5 mm lang und enthalten jeweils etwa 400 bis 600 Eier, von denen sich etwa 25 entwickeln, während die anderen als Nähreier dienen. Die Fruchtbarkeit variiert. Im Weißen Meer legt ein Weibchen im Jahr 20 bis 30 Kapseln, in der Nordsee dagegen meist über 100. Das Veliger-Stadium, während dessen die Embryonen die Nähreier verzehren, wird in der Kapsel durchlaufen. Nach 4 bis 7 Monaten (Nordsee bzw. Weißes Meer) entschlüpfen den Kapseln kleine Schnecken mit etwa 2 mm langen Gehäusen.

## Ernährung
Nucella lapillus frisst Seepocken und Muscheln. Die Schnecke presst ihre lange, dünne Proboscis zwischen die Kalkplatten der Seepocke bzw. die Schalenhälften der Muschel oder bohrt diese mit der Radula auf. Bei der Auflösung des Calciumcarbonats spielt Carboanhydrase eine Rolle, die im Akzessorischen Bohrorgan (ABO), einer Drüse in der Fußsohle der Schnecke, produziert wird. Das Sekret einer anderen Drüse, der Purpur produzierenden Hypobranchialdrüse in der Nähe des Mastdarms der Schnecke, enthält Cholinester (Urocanylcholin), die bei der Betäubung der Beute eine Rolle spielen und zu einer Erschlaffung von Muskeln führen. Die Schnecke führt sodann ihre dünne, verlängerbare Proboscis durch das Loch an das Fleisch der Beute. Diese wird mit Enzymen vorverdaut, so dass die Radula bei der Zerkleinerung keine Hauptrolle spielt. Der Nahrungsbrei wird aufgeschlürft.
Verschiedene Versuche zur Beuteauswahl in England deuten darauf hin, dass die Nordische Purpurschnecke die Seepocke Semibalanus balanoides gegenüber Seepocken der Gattung Balanus bevorzugt. Diese Seepocken frisst sie lieber als Miesmuscheln (Mytilus edulis), welche sie wiederum gegenüber der Seepocke Elminius modestus und Seepocken der Gattung Chthalamus bevorzugt. Diese frisst sie nur, wenn die anderen Beutetiere fehlen. Waren in Versuchen in Kanada weder Seepocken noch Muscheln vorhanden, wurden auch junge Gemeine Strandschnecken gefressen, während ausgehungerte Purpurschnecken bei Versuchen in England diese Schneckenart ignorierten. Für 3 cm lange Schnecken sind 2 cm lange Miesmuscheln eine optimale Beute, doch ab etwa 4 cm Länge sind die Muscheln sicher vor Angriffen von Nucella lapillus, so dass diese zwar die auf der Muschel sitzenden Seepocken frisst, die Miesmuschel aber verschont lässt. Eine Purpurschnecke kann im Sommer etwa eine Seepocke pro Tag und eine Miesmuschel alle zehn Tage fressen. Zum Bohren eines Lochs in eine große Seepocke werden etwa 9 Stunden gebraucht. An vielen Orten beeinflusst Nucella lapillus die Populationen der Beutearten erheblich. Bereits frisch geschlüpfte Nordische Purpurschnecken fressen Seepocken. Frisch geschlüpfte, 1–3 mm große Nordische Purpurschnecken wurden aber auch dabei beobachtet, statt Seepocken kleine Polychaeten der Art Spirorbis borealis zu fressen.
Miesmuscheln verfügen über eine Verteidigungsstrategie, die wirksam ist, wenn viele Muscheln beieinander sind, indem sie mit Hilfe ihrer Byssusfäden die Steinchenschnecken immobilisieren und so verhungern lassen. Dies führt dazu, dass die Schnecken dichte Muschelbänke meiden und eher einzeln stehende Miesmuscheln angreifen.
Die Färbung des Schneckenhauses wird wahrscheinlich von der Nahrung der Purpurschnecken beeinflusst. So haben Schnecken, die vor allem Seepocken fressen, eher weiße Gehäuse, solche dagegen, die vor allem von Miesmuscheln leben, malvenfarbene bis braune Schalen. Größtenteils wird die Farbe jedoch aller Wahrscheinlichkeit nach vererbt.

## Feinde
Hauptfeinde sind verschiedene Vögel (Eiderenten, Meerstrandläufer und andere Watvögel) sowie einige Krebse. Die feste Schale bietet relativ guten Schutz gegen Bruch, während die Zähnung am Gehäuserand das Öffnen des Operculums verhindert. Austernfischer und manche Krebse vermögen die harte Schale zu knacken, während Eiderenten die Schnecke als Ganzes verschlucken.

## Bedeutung für den Menschen
Nucella lapillus, lange Zeit unter dem Synonym Purpura lapillus bekannt, bildet wie andere Purpurschnecken in ihrer Hypobranchialdrüse zur Betäubung der Beute und zur Verteidigung ein milchiges, cholinesterhaltiges Sekret, das sie abscheidet, wenn sie gereizt wird. Das Sekret färbt sich unter Lichteinwirkung purpurn und kann deshalb zum Färben verwendet werden. In Irland gibt es von den Inishkea-Inseln im County Mayo Funde von einer Färberwerkstatt aus dem 7. Jahrhundert mit aufgebrochenen Steinchenschnecken und gefärbtem Textil.

## Gefährdung
Die Bestände der Nordischen Purpurschnecke in der Nordsee sind seit Anfang der 1970er Jahre durch Tributylzinn-Verbindungen (TBT) bedroht, eine für Antifouling-Schutzanstriche an Schiffen verwendete Gruppe von Chemikalien. Untersuchungen haben gezeigt, dass TBT bei Weibchen der Nordischen Purpurschnecke und anderen Schnecken (z. B. Wellhornschnecken) zur Bildung männlicher Geschlechtsorgane führt. Diese vom sog. Imposex betroffenen Weibchen können keine Eier mehr legen. Die Nordische Purpurschnecke wird in der Nordsee als stark gefährdet eingestuft. Vor Helgoland wurden 2002 von der einst häufigen Schnecke keine Tiere mehr gefunden. Nach der deutschen Bundesartenschutzverordnung (Anlage 1) sind die Populationen der Nord- und Ostsee geschützt.